# Louis Cordier (konstnär)
Louis Cordier, född i Abbeville, var en fransk kopparstickare. Cochin anlitades av Erik Dahlbergh 1688 för att medverka i illustrerandet av Samuel von Pufendorfs De rebus a Carolo Gustavo gestis som utgavs i Nürnberg 1696. 